# New Las Vegas Stadium
New Las Vegas Stadium ist der Arbeitsname für ein vorgeschlagenes Baseballstadion mit festem Dach in der US-amerikanischen Stadt Paradise im US-Bundesstaat Nevada. Es soll an der Stelle des Tropicana Las Vegas gebaut werden und als neues Heimstadion der Oakland Athletics der Major League Baseball (MLB) dienen, sobald das Team nach Las Vegas umzieht.
Das neue Stadion wäre das erste Mal seit der Fertigstellung des Shibe Park in Philadelphia im Jahr 1909, dass die Athletics in einem neuen, eigenen Stadion ohne eine andere Sportmannschaft spielen. Die Eröffnung ist für die MLB-Saison 2028 geplant.
Die Kosten für das Stadion wurden auf 1,5 Mrd. $ geschätzt, wovon die Steuerzahler 380 Mio. $ zahlen würden.

## Hintergrund
Am 11. Mai 2021 gestattete die Major League Baseball den Oakland Athletics, Verlagerungsmöglichkeiten zu erkunden, falls das Team bis 2024 kein Ersatzstadion für das Oakland Coliseum von der Stadt Oakland erhalten sollte und zu diesen Verlagerungsmöglichkeiten gehörte auch das Las Vegas Valley. Im April 2023 endeten die Verhandlungen zwischen der Stadt Oakland und der Athletics-Organisation über ein neues Stadion. Das Team plant ein neues, 1,5 Milliarden Dollar teures Stadion mit 35.000 Plätzen, das auf dem ehemaligen Gelände der Wild Wild West Gambling Hall & Hotel errichtet werden soll. Am 4. Mai kündigte der Gouverneur von Nevada, Joe Lombardo, ein Gesetzespaket für das von den Athletics geplante Stadion an. Am 9. Mai änderten die Athletics ihren Vorschlag ab. Das neu errichtete Stadion soll ein schließbares Dach haben, über 30.000 Plätzen verfügen und auf dem Gelände des Tropicana Las Vegas errichtete werden. Das Tropicana soll abgerissen werden und neben dem Stadion soll ein neues Hotel und Kasino mit 1.500 Zimmern gebaut werden. Die Kosten für das Projekt werden auf 1,5 Milliarden Dollar geschätzt.
Am 26. Mai veröffentlichten die Athletics Renderings des von Schrock KC Architecture entworfenen Ballparks mit 30.000 Plätzen in Las Vegas. Am 29. Mai wurde das Gesetzespaket für das Stadion mit dem Namen SB509, für eine mögliche Abstimmung ausgearbeitet, die jedoch erst nach der von Lombardo am 7. Juni einberufenen Sondersitzung stattfinden würde. Der Entwurf wurde im Nachhinein in SB1 umbenannt. Das Gesetzespaket wurde von der Mehrheit der Nevada Legislature verabschiedet und von Lombardo am 15. Juni unterzeichnet.

## Geschichte

### 2023
Drei Tage nach der Genehmigung von SB1 erklärte der Vorsitzende von Bally’s Corp., dem Besitzer des Tropicanas, Soo Kim, gegenüber dem Fernsehsender KTNV, dass das Tropicana möglicherweise erst zwei Jahre nach Baubeginn für den Ballpark abgerissen würde und dass es ein Szenario gäbe, bei dem ein Teil des Resort-Casinos nach Fertigstellung des Ballparks erhalten bleiben könnte. Er wies auch darauf hin, dass der Ballpark ein neues Kasino-Resort und eine separate, angrenzende Sport-Themen-Attraktion umfassen würde. Am 21. Juni begannen die Athletics offiziell mit dem Prozess der Verlagerung nach Las Vegas, indem ein Verlagerungsantrag an die MLB verfasst und für eine Abstimmung der Eigentümer der anderen Franchise vorgelegt wurde.
Zwei Wochen nach der Verabschiedung des Gesetzesentwurfs gaben die Athletics bekannt, dass Bally’s 3 bis 4 Hektar Land auf dem Tropicana für das Stadion zur Verfügung stellen würde und planten, einen Architekten, eine Baufirma und einen Projektmanager zu engagieren, obwohl es Bedenken wegen der Größe des Ballparks gab. Die Sprecherin von Clark County, Jennifer Cooper, erklärte, dass ihr Bezirk noch keine 120 Millionen Dollar ausgeben könne, bis andere Vereinbarungen abgeschlossen seien und die Athletics 100 Millionen Dollar an privaten Geldern für das Projekt hinterlegen würden.
Im Juli 2023 gab Steve Hill von der Las Vegas Convention and Visitors Authority (LVCVA) bekannt, dass die Athletics nicht die gesamten 380 Millionen Dollar an öffentlichen Mitteln zur Finanzierung des neuen Stadions im Tropicana verwenden würden. Stattdessen würde das Team 340 Millionen Dollar für den Ballpark verwenden. Zwei Tage später sagte Hill, dass die Las Vegas Stadium Authority am 24. August zusammentreten würde, um den Prozess der Verlegung der Athletics im Detail zu besprechen. Brad Schrock, der leitende Direktor für Designs des Stadions, sagte, dass das Projekt bis zu 33.000 Sitzplätze haben könnte.
Am 27. Juli enthüllte Schrock auch, dass neben dem Stadion, ein rund vier Hektar großes Gelände in eine Plaza verwandelt werden soll, ähnlich wie bei der T-Mobile Arena.
Im August gab der Präsident der Athletics, Dave Kaval, bekannt, dass das New Las Vegas Stadium eine Kapazität von 33.000 Plätzen haben würde, im Gegensatz zu 30.000 in den ursprünglichen Plänen. Am 21. August gaben die Athletics bekannt, dass das in Minneapolis ansässige Unternehmen Mortenson | McCarthy als Bauleiter für den Ballpark fungieren würde.
Am 13. September wurde bekannt gegeben, dass der Ballpark klimatisiert sein soll und über ein schließbares Dach verfügen würde, um eine Open-Air-Atmosphäre zu schaffen und die Zuschauer vor der Hitze zu schützen.
Im Oktober gab die Las Vegas Stadium Authority bekannt, dass der Bau des neuen Stadions voraussichtlich im April 2025 beginnen und im Januar 2028 abgeschlossen werden soll. Das Projekt wird 16.000 Arbeitsplätze im Bau und 13.000 Arbeitsplätze pro Jahr schaffen. Die Athletics erhalten für das neue Stadion einen mietfreien Pachtvertrag über 30 Jahre mit dem Recht, den Pachtvertrag um viermal 15 Jahre und einmal neun Jahre zu verlängern. Die Athletics haben außerdem eine Kaufoption für das Stadion, wenn der ursprüngliche 30-jährige Mietvertrag ausläuft. Die Athletics müssen zudem alle Kosten für den Betrieb des Stadions übernehmen, um den „Standard der Anlage“ aufrechtzuerhalten.
Im November stimmten die MLB-Besitzer einstimmig dem Umzug der Athletics nach Las Vegas zu und ebneten damit den Weg für den Bau des Stadions. Es wäre das erste Mal seit 2019, dass die Athletics und die Raiders in der gleichen Stadt spielen würden, obwohl jedes Team nun eine eigene Spielstätte hätte, anstatt wie in Oakland dasselbe zu teilen. Außerdem wird Oakland durch den Umzug keine Sportmannschaft mehr haben, da die Golden State Warriors der National Basketball Association nach San Francisco zurückgekehrt sind.

### 2024
Im März wurden der Öffentlichkeit aktualisierte Entwürfe des Baseballstadions vorgestellt. Sie zeigten ein festes Dach, mehrstöckige Sitzplätze, das weltweit größte Kabelnetzfenster mit Blick auf den Las Vegas Boulevard, einen Jumbotron und einen drei Hektar großen Platz. Der Entwurf stammt von der Bjarke Ingels Group und HNTB.
Am 2. April schloss das Tropicana Las Vegas nach 67 Jahren seine Pforten. Am 9. Oktober 2024 wurde das Tropicana Hotel durch Sprengung abgerissen, woraufhin mit den Planierungsarbeiten begonnen wurde. Die bei Clark County eingereichten Pläne sehen drei 495 Fuß hohe Hoteltürme mit mehr als 3.000 Hotelzimmern an der nordöstlichen und südwestlichen Ecke des Grundstücks neben dem 290 Fuß hohen Stadion vor. Der Bau des Baseballstadions sollte im Frühjahr 2025 beginnen.
Im Mai 2024 erklärte der Präsident von Las Vegas Events, dass die National Finals Rodeo in das neue Stadion verlegt werden könnten. Die jährliche Veranstaltung im Dezember fand seit 1985 im Thomas & Mack Center in Las Vegas statt.

### 2025
Der Bau des Baseballstadions begann im Mai 2025 mit den Fundamentarbeiten. Am 23. Juni 2025 fand die feierliche Grundsteinlegung statt.